# The Grass Roots
A The Grass Roots egy amerikai rockegyüttes, melyet 1965-ben alapítottak meg Los Angelesben. Noha a zenekar 1975-ben feloszlott, a későbbi években újjáalakult és egészen a mai napig aktív. Az együttes két kislemeze is bearanyozódott, illetve két nagylemezük is aranylemez minősítést kapott. Eddig 21 alkalommal szerepelt valamelyik daluk a Billboard Hot 100 slágerlistán. Világszerte több mint 20 millió példányt adtak el lemezeikből.

## Az együttes tagjai

### Jelenlegi tagok
- Mark Dawson — ének, basszusgitár (2008–napjainkig)
- Dusty Hanvey — gitár, háttérvokál (1984–napjainkig)
- Larry Nelson — billentyűs hangszerek, háttérvokál (1984–napjainkig)
- Joe Dougherty — dob, ütőhangszerek (1989–napjainkig)

## Nagylemezek
- Where Were You When I Needed You, 1966
- Let's Live for Today, 1967
- Feelings, 1968
- Lovin' Things, 1969
- More Golden Grass, 1970
- Move Along,1972
- Alotta' Mileage, 1973
- Self Titled, 1975
- Powers of the Night, 1982
- Live Gold, 2008